# Rip Hunter
Richard "Rip" Hunter é um personagem da DC Comics que apareceu pela primeira vez em Showcase # 20 (maio de 1959). Seguindo mais três aparições em Showcase (# 21, 25, 26), Rip Hunter recebeu sua própria série que durou 29 edições (1961-65).[carece de fontes?] Mais tarde, ele estrelou a oitava edição da série dos Mestres do Tempo (1990), escrito por Bob Wayne e Lewis Shiner. Ele foi criado por Jack Miller e Ruben Moreira.

## História da Publicação
Os Desafiadores do Desconhecido eram um quinteto de aventureiros de ficção científica criada por Jack Kirby. Eles estrearam em 1957, e seu sucesso comercial gerou dois outros personagens de ficção científica: Cave Carson e Rip Hunter. Hunter foi o mais bem sucedido dos dois, com a arte em seus primeiros aparições de Joe Kubert, Mike Sekowsky, e Nick Cardy. Hunter foi o líder de uma gangue de viajantes do tempo que foram caracterizados em aventuras vivas e historicamente precisas em várias épocas. O editor da DC Jack Schiff relatou que ele e escritor Jack Miller tinham "muita diversão" em criar as histórias em quadrinhos.
Rip Hunter teve uma série de revisões dentro do ficcional Universo DC. Essas mudanças são geralmente ligadas a eventos maiores e linhas de história. A escrita e a equipe editorial costumam usar um dispositivo narrativo dentro dos quadrinhos, conhecido como um evento de crise, para explicar mudanças dramáticas na aparência ou personalidade de personagens. Rip Hunter foi submetido a uma série de desenvolvimentos diferentes dentro deste universo ficcional.

## Biografia Fictícia do Personagem
Em sua encarnação original, Rip Hunter é retratado como um homem comum que usa sua invenção, a Esfera do Tempo, para viajar através do tempo. Ajudado por seu amigo Jeff Smith, e amiga Bonnie Baxter, e irmão mais novo de Bonnie Corky, eles têm suas aventuras no tempo. Estas histórias foram contadas na série Rip Hunter ... Time Master que durou por 29 publicações entre 1961-1965.
Rip aparece também na publicação Challengers of the Unknown, onde, no ano de 12 milhões AD, ele auxilia os Desafiadores do Desconhecido, Monstro do Pântano, e Deadman em derrotar os ditatoriais Sun Lords. A próxima grande aparição do personagem está em Action Comics # 552-554. Com a ajuda de Superman e a equipe conhecida como os Heróis Esquecidos, uma invasão alienígena da Terra é impedida.
Os Heróis Esquecidos são então vistos na série de 1985 Crise nas Infinitas Terras, uma minissérie destinada a alterar o universo ficcional compartilhado por personagens da DC. Durante esta história, Hunter serve como um gatilho para permitir que os super-heróis do Multiverso viajem para a aurora dos tempos onde enfrentam Anti-Monitor. A batalha acaba por destruir o Multiverso. Hunter, em seguida, se reúne com alguns de seus companheiros os Heróis Esquecidos, bem como heróis cósmicos Adam Strange e Capitão Cometa em uma missão para derrotar o Anti-Monitor uma vez por todas. Com a ajuda de Brainiac, eles viajam para Apokolips, onde o tirano Darkseid usa sua ciência avançada para entrar no universo anti-matéria e ajudar Alex Luthor, Superman e Superboy-Primordial na destruição final do Anti-Monitor. Este evento de narrativa permitiu a equipe de roteiristas da DC Comics para alterar muitos de seus heróis e situações fictícias.
A série Crise nas Infinitas Terras foi usada como um artífice para alterar drasticamente as histórias ficcionais de muitos personagens. Diferentemente da maioria dos outros personagens, Hunter continua com a mesma personalidade e memórias que precedeu este evento. Este evento foi usado como um dispositivo literário para retratá-lo como um homem sem tempo e sem um lar. Ninguém lembra que ele existia. Os escritores ampliaram mais esse seu novo universo ficcional para criar versão alternativa de Rip, aquele que era nativo a esta linha do tempo, e também um mestre da viagem no tempo.
A versão original do Rip é então descrita como um atraente a atenção dos Homens Lineares com suas tentativas de alcançar seu universo inicial. Impressionado com Hunter, os Homens Lineares recrutam-no para sua tropa e os escritores alteram a aparência do Rip, usando o stress da viagem no tempo como uma explicação para essas mudanças. Agora, com cabelos brancos e implantes biônicos, ele é visto em um número de séries que envolvem tempo, ou a manipulação do tempo como um elemento da narrativa - mais notavelmente durante a minissérie e o evento Hora Zero.
Em O Reino, Hunter liga os outros homens lineares, que acreditam que o tempo segue um único curso dos acontecimentos, e junta forças com Superman, Batman e Mulher Maravilha. Rip também une forças com jovens heróis do futuro, para parar o vilão viajante do tempo, Gog em seus esforços para destruir o Kansas vinte anos antes do previsto. Como resultado desta batalha, Hunter finalmente rompe a barreira para o hipertempo, revelando que os Homens Lineares estão errados sobre a não-existência de linhas de tempo alternativas no universo pós-crise. Rip também revela que a linha do tempo do Reino pode existir, independentemente do que acontece no presente.
Pouco tempo depois, os homens lineares, incluindo o caráter original de Hunter, são destruídos durante o ataque da Imperiex. Apesar de suas consciências sobreviverem, e, eventualmente, construírem novos organismos por si mesmos, eles são levados à loucura pela experiência. O Quintessence, um grupo de seres cósmicos que aconselham um ao outro, desmantelam os Homens Lineares, e Hunter desaparece em um turbilhão.

Capa de Mestres do Tempo #1.
Arte por Art Thibert

Paralelamente a essas histórias, uma outra versão do Rip tem aventuras; como o inventor da tecnologia de viagem no tempo no universo pós-crise. Neste universo, Hunter é auxiliar de heróis como Gladiador Dourado e Homem-Animal em suas próprias aventuras que viajam no tempo, antes de assumir a grande conspiração dos Illuminati durante a série de oito publicações de Mestres do Tempo. Nessa série, Rip está mais corajoso e realista (simbolizado pelo jeans e uma t-shirt, em vez de um traje) assumindo o personagem e tentando mudar o passado para impedir que os Illuminati, liderados por Vandal Savage, venham a existir. Durante a série, um parente do personagem conhecido como Dan Hunter decide ficar no passado no momento da Guerra Revolucionária. Isto é usado para criar uma ligação entre Rip Hunter e o preexistente ocidental Dan Hunter, um personagem associado com Tomahawk. Esta série termina com Hunter sendo preso no passado pré-histórico.
Na série Chronos , estrelada por Walker Gabriel, uma versão alternativa de Gabriel, experimentando a viagem no tempo para evitar a Terceira Guerra Mundial, menciona um terrível acidente sofrido por um comandante Hunter, que aparentemente dissolveu a si mesmo no tempo, restando apenas "pedaços de carne e osso" que o manteve em constante sincronização com o laboratório.
Próxima grande aparição de Rip foi em a Sociedade da Justiça da América, de 2004, onde ele leva membros da moderna Sociedade da Justiça da América de volta no tempo para lutar contra o vilão Per Degaton. Mais uma vez, Rip serve como um ponto inicial que permitindo que outros heróis possam viajar para a frente e para trás no tempo. Esta versão do personagem volta com traje influenciado em um tema sci-fi e com o  uso de uma bolha de tempo. As ramificações de ser um viajante do tempo são explorados pelo escritor Geoff Johns, que torna o nome Rip Hunter em um condinome. Isso é explicado como sendo parte de uma tentativa do personagem de esconder todos os detalhes de sua história, dessa forma ninguém poderia voltar no tempo e matá-lo quando criança.

## 52
Os temas do tempo e mudanças no cronograma são então explorados na série semanal de 52. Na sequência de eventos na minissérie Crise Infinita, Gladiador Dourado tenta entrar em contato com Hunter. O Gladiador descobre a sua base de operações em um bunker de concreto trancado no tempo localizado no deserto do Arizona, mas quando ele finalmente consegue entrar no bunker, encontra apenas um quadro-negro, um globo, e alguns pedaços de papel cheios de escritas sobre o futuro. Esses papéis tinham referências a fatos e eventos como a mortalidade de Vandal Savage, o último Poço de Lázaro de Nissa Raatko, e as aparições da misteriosa Supernova. O objetivo do quadro-negor era fornecer pistas para os leitores de futuras histórias dentro dessa série e outros títulos do Universo DC.
Como esta série progride, mais e mais personagens viajantes do tempo, como Waverider são mortos por uma figura misteriosa que mais tarde é revelado ser o Skeets.

Rip Hunter na página final de LJA #66.
Arte por Don Kramer

Hunter finalmente emerge na Cidade Garrafa de Kandor. Trabalhando com Supernova, Hunter foi tentando montar uma máquina que vai "consertar" o tempo antes Skeets poder encontrá-lo. Quando Skeets ataca Kandor, Supernova volta a ser o Gladiador Dourado e batalha contra Skeets usando itens especiais recolhidos no planeta. Rip Hunter e o Gladiador então teleportam-se, irritando Skeets ainda mais. Ao descobrir Sr. Cérebro entrando no casco dos Skeets', Rip Hunter usa a T.O. Morrow e a cabeça decepada de Tornado Vermelho como isca para o verme Venusiano. Sr. Cérebro metamorfoseia-se em um inseto gigantesco, uma super mosca, alimentando-se de universos. Hunter, então, revela ao Gladiador Dourado e ao ancestral de Booster, Daniel Carter que o Multiverse foi restaurado como 52 universos individuais, como resultado das ações de Alex Luthor depois que ele escapou de sua "dimensão paraíso". Sr. Cérebro tenta devorar cada universo paralelo. Ao selar o Sr. Cérebro em um fissura do tempo, o multiverso está salvo. Hunter avisa os outros para manter o Multiverso em segredo até o presente enquanto ele se prepara para explorá-lo.

### Gladiador Dourado
Rip é então visto como parte integrante do elenco das publicações Gladiador Dourado. Rip atua como um companheiro e chefe do Gladiador. Sua identidade é revelada ser a do filho do Gladiador que ainda não nasceu, que viria a comprometer os planos de Rip.
Para proteger a si mesmo e a sua história, Rip convence Dourado a recusar a alcunha de membro da recém-formada Liga da Justiça e continuar agindo por conta própria, para garantir que a trajetória de seu pai seja falha e esquecido na história. Isso é feito para que piratas do espaço não sejam motivados a matar o Gladiador no passado, apagando Rip no processo e vários de seus trabalhos com Dourado para proteger a linha do tempo. Rip e um velho Dourado viriam a interagir ocasionalmente durante as missões do presente, quando discutem a necessidade de manipular Dourado (em particular, persuadindo-o a mudar a história e prevenir a morte de Ted Kord e a deficiência sofrida por Barbara Gordon, sua então namorada).
No blog Checkmate de Carl Draper, existe uma referência ao Smith-Baxter Group, uma consultoria de viagem ao tempo cujo fundadores foram treinados por Hunter.
Essa nova versão de Rip Hunter é mais cruel e obscura que a vista anteriormente: além de suas constantes manipulações ao Gladiador Dourado, ele é responsável por aprisionar os membros sobrevivente dos Homens Lineares e aplicar tortura a aqueles que buscam viajar no tempo para alterar sua própria história em benefício próprio.

### Mestres do Tempo: A Busca por Bruce Wayne
Rip, junto com Gladiador Dourado, Superman e Hal Jordan estrelam Mestres do Tempo: A Busca por Bruce Wayne, uma série limitada que a acompanha as publicações de Batman: O Retorno de Bruce Wayne. A série segue os heróis na jornada de encontrar Batman que se perdeu no tempo ao longo de Crise Final.

### Convergência
Artigo principal: Convergência (Dc Comics)
Apesar de parecer que Rip Hunter deixou de existir ao decorrer de Ponto de Ignição e ter entrado em três linhas do tempo distintas, é revelado que ele sobreviveu e se rebelou contra seu próprio pai, Gladiador Dourado (que sobreviveu ao reinício do Universo DC no final de Ponto de Ignição). Através de formas que ainda estão para serem reveladas, Rip Hunter quase conseguiu prevenir seu pai de avisar sua recém criada contraparte de que o romance entre a Mulher-Maravilha e Superman apagaria o passado do seu futuro da existência.

### Vertigo
Uma história de Rip Hunter escrita por Damon Lindelof e o artista Jeff Lemire aparece em Time Wrap #1 publicado pela Vertigo em maio de 2013.

## Em Outras Mídias
- Rip Hunter aparece em Batman: The Brave and the Bold no episódio "Time Out for Vengeance!" dublado por Brian Bloom. Ele ajuda Batman e a Liga da Justiça Internacional a viajar no tempo para salvar outras versões de Batman dos asseclas do Equinox.
- Arthur Darvill vai estrelar Rip Hunter no próximo spin-off de Arrow e The Flash intitulado DC's Legends of Tomorrow.[17] Ele é mencionado pela primeira vez no final da temporada de The Flash por Eobard Thawne. Ele é retratado como um viajante do tempo que veio para o presente para montar uma equipe de heróis e vilões se opor ao poderoso imortal Vandal Savage cujos planos seriam de destruir o próprio tempo.